# Молода Польща

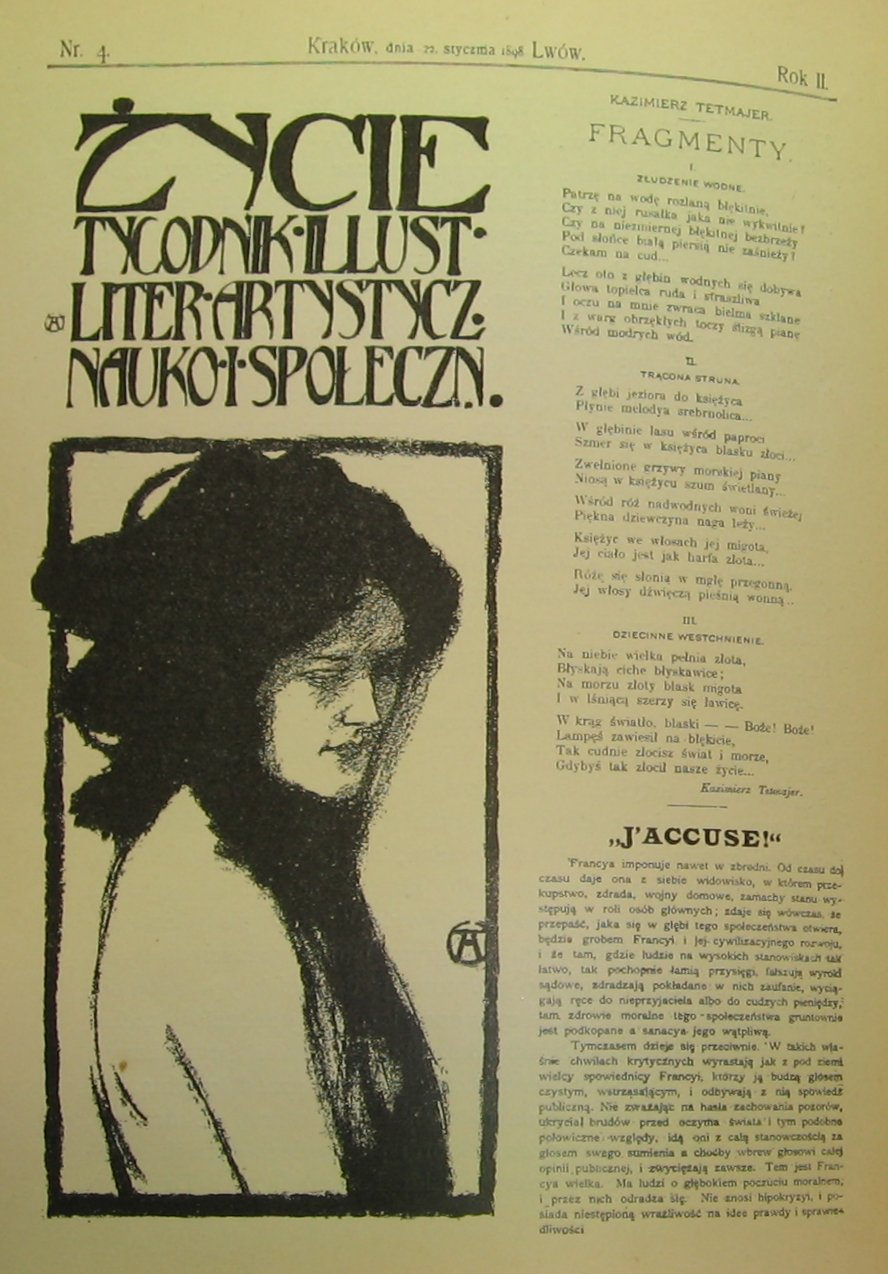
Сторінка одного із провідних видань Молодої Польщі «Життя», Краків, 1898 р.

«Молода́ По́льща» — епоха в історії польської культури, що тривала одночасно із епохою європейського модерну (1891—1918 рр.)
Існувала у межах загальноєвропейських тенденцій схожої направленості — Молода Європа: Молода Бельгія, Молода Німеччина, Молода Франція тощо, що характеризувалися прагненням до ліризму, творенням нових естетичних та етичних цінностей, культом особистості. 

Вперше термін прозвучав у циклі програмних статей Артура Гурського, опублікованих 1898 р. у краківському часописі «Життя» під спільним заголовком «Молода Польща».

Згодом термін підтримали у своїх публікаціях Станіслав Бжозовський і Ян Лорентович.

## Історичне тло
Кінець ХІХ ст. став епохою швидкого прогресу, а отже — демографічного буму у світовому масштабі. Із цим пов'язуються процеси зростання агломерацій, розвиток промисловості, хвилі еміграції. З боку політичного життя спостерігалося масове запровадження парламентаризму і занепад монархічної системи. Суспільство активно витворювало різноманітні спілки та угруповання — від профспілок до політичних партій. Особливою популярністю користувалася соціалістична ідеологія, зародилася націоналістична ідея (зокрема пангерманізм). У зв'язку з останнім явищем у 1914 р. почалася І світова війна, що безпосередньо зачепила Польщу та неабияк вплинула на її подальшу історію.
Для території Польщі період також характеризується посиленням активності політичних партій: створювалося багато угруповань, зокрема соціалістичних. Основним завданням будь-яких угруповань була боротьба за незалежність Польщі. Серед найбільших партій — ППС (Польська соціалістична партія) та Соціал-демократія Королівства Польського (до якої входили Фелікс Дзержинський та Роза Люксембург). До корпусу націоналістичних партій входили ЛП (Польська Ліга на чолі із Романом Дмовським), до народовців — Польська селянська партія (ПСЛ) тощо. Під час І світової війни сформувалися два основні напрями орієнтації — проросійський та проавстрійський (в залежності від ідейного спрямування партій).

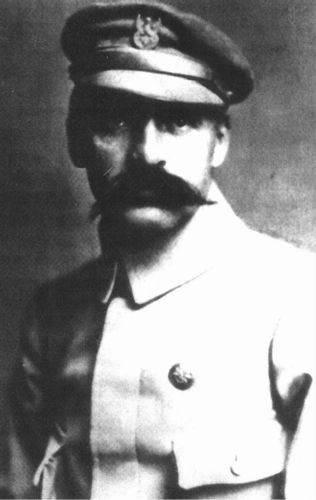
Юзеф Пілсудський у роки І світової війни

Польські збройні сили брали активну участь у битвах І світової війни: йдеться про Польські легіони (бригади на чолі із Юзефом Пілсудським, Юзефом Халлером і Станіславом Шептицьким). Ця активність була помічена світовою громадськістю і стала причиною здобуття Польщею незалежності 11 листопада 1918 р.

## Філософія та світогляд
Серед основних світоглядних тенденцій Молодої Польщі можна виділити:
| тенденція               | прояви                                                             | витоки                                                                          |
| ----------------------- | ------------------------------------------------------------------ | ------------------------------------------------------------------------------- |
| декаданс                | криза існування, сумніви, зневіра, відчуття безсилля               | філософія Ніцше, Шопенгауера, Бергсона                                          |
| культ краси і мистецтва | втеча від реальності, сприйняття мистецтва як єдиної цінності      | філософія Ніцше, Раскіна,                                                       |
| діонісійські цінності   | занепад моральності, культ алкоголю і наркотиків, крайній гедонізм | світогляд Бодлера,есхатологічні і катастрофічні настрої                         |
| фемінізм                | фамм-фаталь, метафізика статі, рух суфражисток                     | перша хвиля фемінізму (Велика Британія, рух суфражисток кін. ХІХ — поч. ХХ ст.) |

## Течії
На польську культуру впливали загальноєвропейські тенденції розвитку мистецтва та світогляду. Основні європейські течії адаптувалися на польському ґрунті і набували національних ознак.

| течія         | ознаки змісту чи форми                                                                                       |
| ------------- | --- |
| модернізм     | нерозривність життя і страждання, втеча від життя у надії зменшити «біль існування»                          |
| символізм     | переконання у існуванні ідеального трансцендентного життя поза межами раціонального сприйняття               |
| декаданс      | занепад культури, невідворотня криза культури та всіх ідеологій                                              |
| неоромантизм  | індивідуалізм, потужний культ особистості, зацікавлення духовною сферою                                      |
| імпресіонізм  | захоплення красою моменту, гра асоціацій, фрагментарна композиція                                            |
| експресіонізм | поетика «крику душі», зображення внутрішнього життя людини, використання контрасту, гротеску, гіперболізації |
| сецесія       | «відсторонення», «відхід», абстрагованість                                                                   |
| fin de siècle | «кінець віку», схилковість, кінець цивілізації та смерть культури                                            |

Ознаки кількох течій можна було помітити у творі одного автора, тобто течії перепліталися й перегукувалися між собою.

## Реалізація у різних видах мистецтва

### Малярство
У образотворчому мистецтві епохи Молодої Польщі панують ті ж ідейні засади, що й у інших видах тогочасного мистецтва. Щоправда, продовжує свою діяльність із ХІХ ст. легендарний Ян Матейко, суголосна йому творчість родини Коссаків — Юліуша і Войцеха, що зображували життя давньої Польщі або батальні сцени.
Решта митців відповідали новим віянням часу:
| символісти              | імпресіоністи          | експресіоністи          |
| ----------------------- | ---------------------- | ----------------------- |
| Яцек Мальчевський       | Владисав Подковінський | Войцех Вайсс            |
| Фердинанд Рущиц         | Ян Станіславський      | Владислав Подковінський |
| Вітольд Войткевич       | Леон Вичулковський     | Леон Вичулковський      |
| Леон Вичулковський      |                        |                         |
| Юзеф Хелмонський        |                        |                         |
| Олександр Ґєримський    |                        |                         |
| Вітольд Прушковський    |                        |                         |
| Владислав Подковінський |                        |                         |

Юзеф Хелмонський «Четвірка», 1881 р.

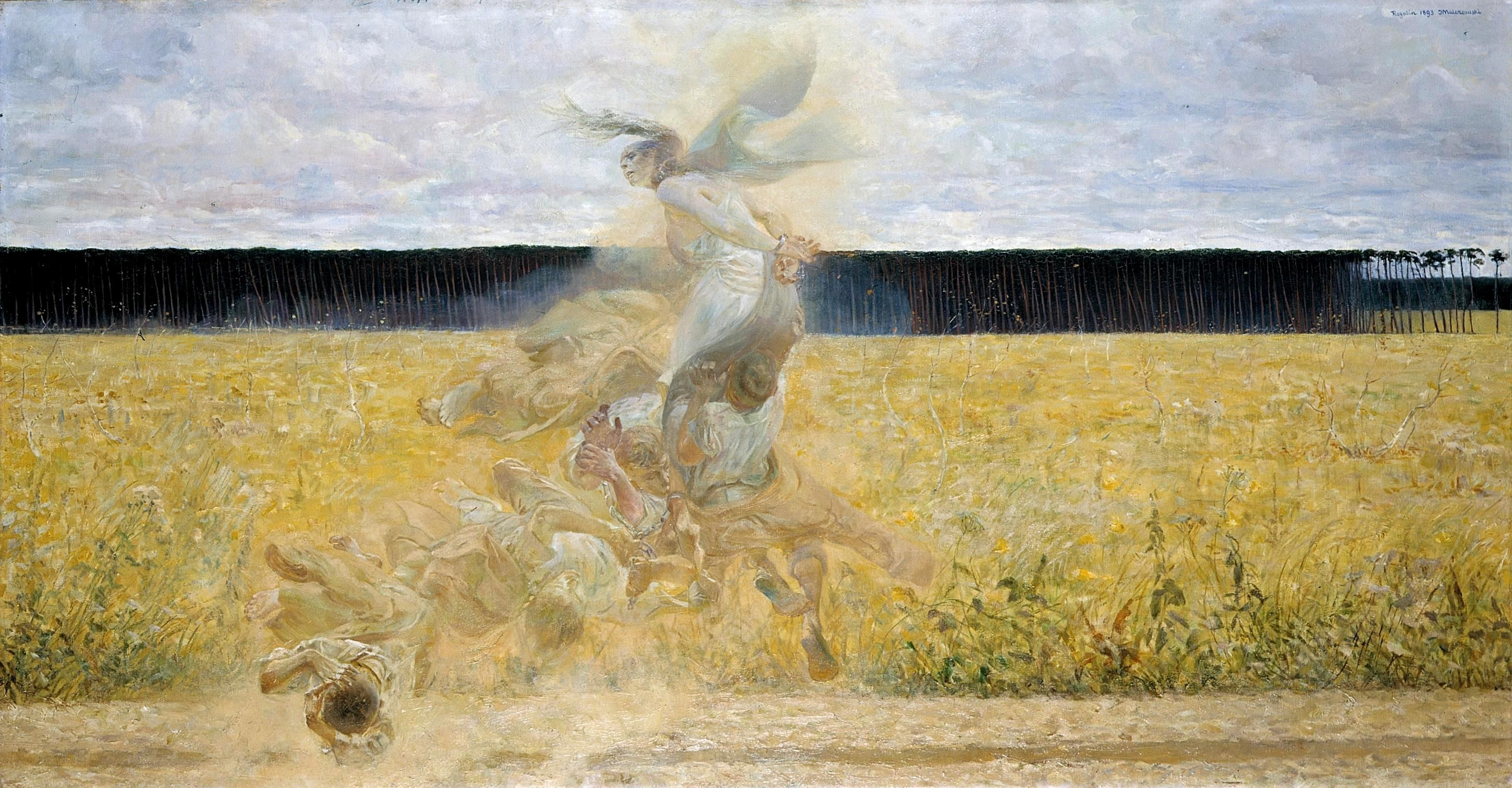
Яцек Мальчевський «У тумані», 1893—1894 рр.

Серед інспірацій художників Молодої Польщі були:
- середньовічне мистецтво
- мистецтво Далекого Сходу
- архаїчні та народні елементи
- природа
- людина як індивід, оточений Всесвітом
- жінка, природу якої складно пояснити і розгадати (особливо продуктивно у сецесії)
- світ міфології, народних вірувань і казок

### Архітектура
Для аріхектурного стилю Молодої Польщі особливо характерна була сецесія.
Рисами сецесійної архітектури є:
- естетизм

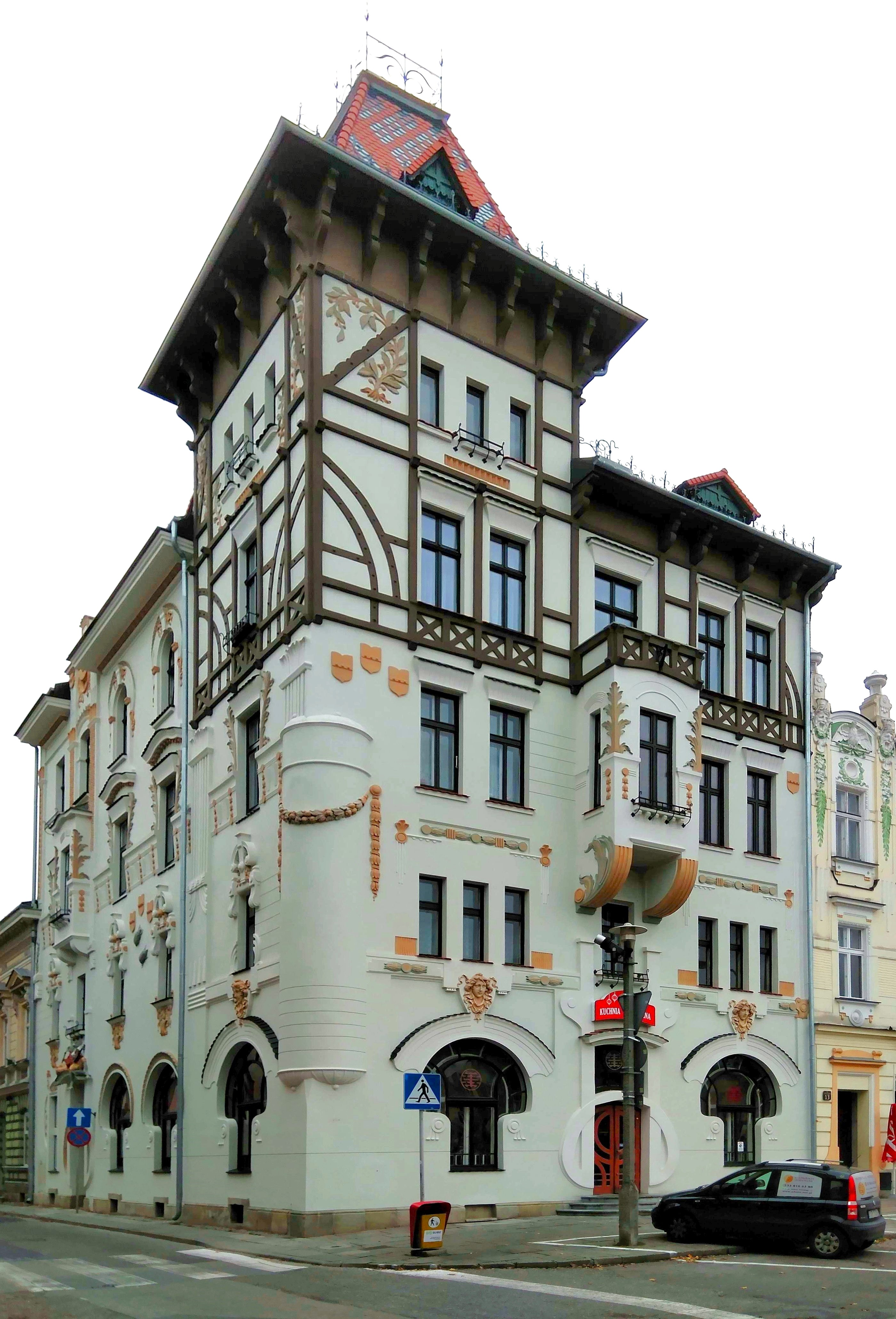
Кам'яниця «Під жабами», Бельсько-Бяла.

- абстрактна форма і багата орнаментальність
- оздоблення, інноваційність
- відсунення функціональності будівлі на задній план
- романтичні, неороманські і неоготичні мотиви
- рослинний орнамент, постаті і маски жінок, фігури у вигляді драпірування чи шкіри
- м'які криві лінії, випуклості

Характерні пам'ятки архітектури Молодої Польщі:
- кам'яниця «Під жабами», архітектор — Емануель Рост молодший; Бєльско-Бяла, площа Війська Польського, 1905 р.
- каплиця Найсвятішого Серця Христового, проект Францішека Мончинського; Краків, вул. Коперника 26.
- Дім під глобусом, Краків.
- Залізничний вокзал, Новий Сонч.
- Пам'ятник Фредеріку Шопену, Варшава.
- Поморські мости (Північний, Центральний, Південний), Вроцлав.
- Торговий дім братів Бараш, Вроцлав.
- Старий театр, Краків.

### Музика
Молодопольська музика перебувала під скрайнім впливом культу Шопена. Із цим намагалися опосередковано боротися Станіслав Пшибишевський (як теоретик мистецтва і автор ідеологічних трактатів) та деякі тогочасні композитори.
Широку популярність здобув польський піаніст Ігнаци Ян Падеревський, манера якого, щоправда, мала небагато спільного із новими ідейними віяннями і залишалася у руслі традиції.
На початку ХХ ст. було створено перший симфонічний оркестр Варшавської філармонії. Ця подія вплинула на становлення композиторської діяльності у столиці. На музичній арені з'явилися Мечислав Карлович, що намагався поєднати народні елементи із інноваційними європейськими зразками, Гжегож Фітельберг, який захоплювався російським фольклором і Людомир Ружицький, творчість якого відрізнялася небувалою різноманітністю жанрів.
Найвідомішим же польським композитором поч. ХХ століття став Кароль Шимановський. На його манеру вплинула попередня традиція, а саме музика Шопена, Штрауса та Вагнера.